# Nathaniel B. Dial

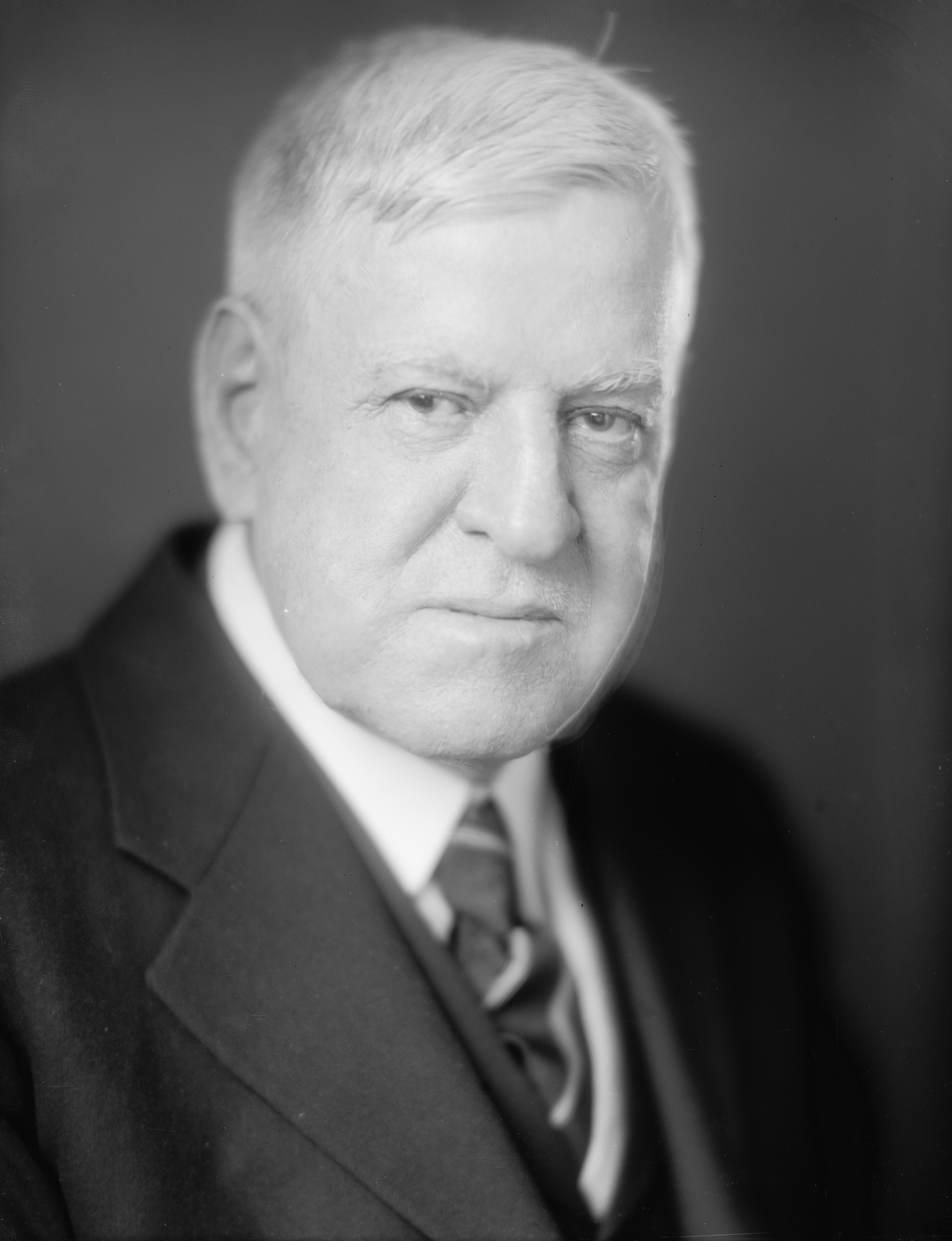
Nathaniel B. Dial

Nathaniel Barksdale Dial (* 24. April 1862 bei Laurens, Laurens County, South Carolina; † 11. Dezember 1940 in Washington, D.C.) war ein US-amerikanischer Politiker (Demokratische Partei), der den Bundesstaat South Carolina im US-Senat vertrat.
Nathaniel Dial besuchte die öffentlichen Schulen seiner Heimat sowie im Anschluss das Richmond College in Virginia und die Vanderbilt University in Nashville. Danach studierte er Jura an der University of Virginia in Charlottesville, woraufhin er 1883 in die Anwaltskammer aufgenommen wurde und in Laurens zu praktizieren begann. Von 1887 bis 1891 war er Bürgermeister seines Heimatortes; 1895 übte er dieses Amt erneut aus.
Als US-Präsident Grover Cleveland ihm 1893 das Amt eines amerikanischen Konsuls in Zürich antrug, lehnte Dial ab. Stattdessen betätigte er sich im Bankgewerbe sowie als Teilhaber mehrerer Fabrikationsbetriebe. 1912 bewarb er sich erstmals um einen Sitz im US-Senat, blieb aber noch erfolglos. Sechs Jahre später gewann er die Wahl zum Senator, woraufhin er am 4. März 1919 in den Kongress einzog. In Washington verbrachte er eine sechsjährige Amtsperiode; jedoch wurde er nicht von seiner Partei zur Wiederwahl aufgestellt, die stattdessen Coleman Livingston Blease nominierte. Dials Zeit im Senat endete damit am 3. März 1925.
Im selben Jahr war er Mitglied einer Kommission, die den Nutzen einer Nitrat-Anlage in Muscle Shoals (Alabama) untersuchen sollte. Danach arbeitete Dial wieder als Anwalt in South Carolina und Washington; er ging auch wieder seinen früheren geschäftlichen Betätigungen nach, bis er 1940 in der Bundeshauptstadt starb.